# Resolució 1241 del Consell de Seguretat de les Nacions Unides
La Resolució 1241 del Consell de Seguretat de les Nacions Unides fou adoptada per unanimitat el 19 de maig de 1999. Després de notar una carta al President del Consell de Seguretat de les Nacions Unides pel President del Tribunal Penal Internacional per a Ruanda (ICTR), el Consell va aprovar una recomanació del Secretari General Kofi Annan que el jutge Lennart Aspegren completés els casos contra Georges Rutaganda i Alfred Musema que havia començat abans de l'expiració del seu mandat.
Tots dos casos es van completar abans del 31 de gener de 2000. El mandat d'Aspegren havia de finalitzar el 24 de maig de 1999, mentre que ambdós casos encara es trobaven en tràmits de la Sala I de l'ICTR.